# Профессиональная футбольная лига (Франция)
Профессиональная футбольная лига (фр. Ligue de Football Professionnel, LFP) Франции — руководящий орган двух основных профессиональных футбольных лиг Франции. Основана в 1944 году и находится в ведении Французской федерации футбола. Нынешний президент лиги — Венсан Лабрюн. Штаб-квартира находится в Париже.
Лига отвечает за надзор, организацию и управление двумя высшими лигами Франции, Лигой 1 и Лигой 2, а также отвечает за 44 профессиональных футбольных клуба Франции (20 в Лиге 1, 20 в Лиге 2, и четыре в Национальном чемпионате).

## История
Ещё до Второй мировой войны во Франции две профессиональные футбольные организации. Основной целью одной из них, возглавляемой Эммануюлем Гамбарделла, было обеспечение своевременной и полной выплаты игрокам их заработной платы. Вторую, которая следила за профессиональными клубами и статусом профессиональных игроков, возглавлял Габриэлем Ано, который позже инициировал создание Кубка европейских чемпионов. Во время режима Виши профессионализм во Франции был упразднён, что заставило клубы объединиться в непопулярные региональные любительские лиги.
Ещё до окончания Второй мировой войны многие клубы не захотели следовать инициативам Французской федерации футбола, поскольку считали, что она не думает об их интересах, и вместо этого решили присоединиться к создаваемой Гамбарделлой организации. 27 октября 1944 года была официально основана Национальная футбольная лига (фр. Ligue Nationale de Football), а Гамбарделла стал её первым президентом. Вскоре после этого лига снова сменила название на Groupement des clubs autorisés, а в 1970 году вновь стала Национальной футбольной лигой. В 2000 году лига сменила название на Профессиональную футбольную (фр. Ligue de Football Professionnel).

## Миссия
- Организовывать, управлять и регулировать профессиональный футбол во Франции.
- Финансировать все операции или любые действия, которые могут способствовать развитию профессионального футбола во Франции.
- Применять санкции, налагаемые уполномоченными организациями, в отношении членов-клубов и их лицензий, а также любых других лиц, подпадающих под действие этих статей.
- Защита моральных и материальных интересов профессионального французского футбола.

## Турниры
44 клуба-члена Лиги сгруппированы в два дивизиона: Лига 1 (20 клубов) и Лига 2 (20 клубов). Лига также наблюдает за профессиональными клубами, которые переходят в национальный чемпионат третьего уровня. По ходу сезона каждый клуб дважды играет с каждым из других клубов своего дивизиона, один раз на своем домашнем стадионе и один раз на стадионе своего соперника, хотя особые обстоятельства могут позволить клубу проводить матчи на других площадках, например, когда «Лилль» принимал Лион на «Стад де Франс» в 2007 и 2008 годах. Всего за сезон в обеих лигах каждая команда проводит 38 игр.
Клубы получают три очка за победу, одно за ничью и ни одного за поражение. В конце каждого сезона клуб, набравший наибольшее количество очков в Лиге 1, становится чемпионом Франции. Команды ранжируются по общему количеству очков, затем по разнице мячей, а затем по забитым голам. Если очки равны, то победителя определяют по лучшей разница мячей, а затем по количеству забитых мячей. При равенстве команд считается, что они занимают одинаковое положение. Три команды, занявшие самые низкие места, переводятся в Лигу 2, а три лучшие команды из Лиги 2 переходят Лигу 1. Если команды делят самые низкие места в Лигу 1 или самые лучшие места в Лиге 2, то кандидаты на понижение или повышение проводят между собой стыковой матч на нейтральном месте.

### Кубок лиги
Лига также организует кубковые соревнования. До 1994 года это соревнование было летним товарищеским турниром. В отличие от Кубка Франции, в котором участвуют все клубы, независимо от статуса, В Кубке Лиги могут участвовать только профессиональным клубам. Соревнование считается второсортным по сравнению с Кубком Франции и вызывает много критики.

## DNCG
Национальный директорат управленческого контроля (фр. Direction Nationale du Contrôle de Gestion, DNCG) — административное управление Лиги, отвечающее за мониторинг счетов профессиональных футбольных клубов Франции, основанное в 1984 году. Текущий президент DNCG — Жан-Марк Микеле. Миссия DNCG состоит в том, чтобы контролировать все финансовые операции 40 клубов-членов Лиги (а также клубов, недавно переведённых в Национальный чемпионат), развивать ресурсы профессиональных клубов, применять санкции к тем клубам, которые нарушают правила работы и защищать мораль и интересы французского футбола в целом.

## Президенты
С момента основания у Лиги было в общей сложности девять президентов. Первым президентом лиги был Эмманюэль Гамбарделла, который руководил организацией с 1944 по 1953 год. Его вклад в развитие французского футбола привел к тому, что Федерация футбола Франции назвала в его честь кубок страны для молодёжи до 19 лет. Первой женщиной-президентом Лиги стала Натали Бой де ла Тур, которая была избрана в 2016 году.
- 1944—1953 — Эмманюэль Гамбарделла
- 1953 Жорж Байру
- 1953—1956 — Поль Николя
- 1956—1961 — Луи-Бернар Данкоссе
- 1961—1967 — Антуан Киарисоли
- 1967—1991 — Жан Садуль
- 1991—2000 — Ноэль Ле Гре
- 2000—2002 — Жерар Бургуэн
- 2002—2016 — Фредерик Тирьез[фр.]
- 2016 — Жан-Пьер Дени
- 2016—2020 — Натали Бой де ла Тур
- 2020—н. в. — Венсан Лабрюн

Курсивом отмечены временные президенты.